# Karl von Lehndorff (diplomate)
Karl Meinhard comte von Lehndorff-Steinort (né le 20 octobre 1826 à Königsberg et mort le 28 octobre 1883 à Riola (it), province de Bologne) est un grand propriétaire terrien prussien en Prusse-Orientale.

## Biographie
Les parents de Lehndorff sont Karl Ludwig comte von Lehndorff, lieutenant général et intendant du royaume de Prusse, et Pauline, née comtesse von Schlippenbach (de).
Karl Meinhard étudie au lycée de Kneiphof. Après avoir obtenu son diplôme d'études secondaires, il étudie le droit de 1844 à 1848 à l'université de Königsberg, à l'université rhénane Frédéric-Guillaume de Bonn et à l'université Frédéric-Guillaume de Berlin. À Pâques 1844, il devient membre du Corps Borussia Bonn. Au semestre d'hiver 1844/45, il est actif dans le Corps Masovia Königsberg,. Après une formation administrative d'auscultateur à Insterbourg et Königsberg, il rejoint le service diplomatique de la Couronne de Prusse en 1850. Il est d'abord attaché à l'ambassade de l'empire d'Autriche à Vienne, puis il est conseiller de la légation à l'ambassade du royaume de Saxe à Dresde. En 1854, il démissionne du service afin de prendre en charge la fidéicommis de famille à Steinort en tant qu'héritier.
En 1866, il prend part à la guerre austro-prussienne en tant que major. Pendant la guerre franco-prussienne, il est préfet de l'administration militaire à Amiens. Il est président du conseil d'administration du chemin de fer du sud de la Prusse-Orientale. En 1867, il est l'un des fondateurs de l'Union Club (de) à Hoppegarten.
Le comte Lehndorff est membre de la Chambre des représentants de Prusse de 1859 à 1861 et de la Chambre des seigneurs de Prusse de 1866 à sa mort en 1883. Il est député du Reichstag constituant de la Confédération de l'Allemagne du Nord (de). Dans le Reichstag, il est député de la 5e circonscription du district de Gumbinnen (de) jusqu'en 1874. Au parlement, il rejoint le groupe parlementaire du Parti conservateur
Lehndorff décède peu de temps après son 57e anniversaire et quitte sa femme Anna Luise née comtesse von Hahn (de), avec qui il a deux filles et un fils.